# هارون بروير
هارون بروير (بالإنجليزية: Aaron Brewer)‏ هو لاعب كرة قدم أمريكية أمريكي، ولد في 5 يوليو 1990 في أورانج في الولايات المتحدة.

## وصلات خارجية
- هارون بروير على موقع مرجع كرة القدم المحترفة.كوم (الإنجليزية)